# Bessie Barriscale
Bessie Barriscale (ur. 30 września 1884, zm. 30 czerwca 1965) – amerykańska aktorka filmowa.

## Filmografia
- 1914: Rose of the Rancho jako Juanita
- 1918: Two-Gun Betty jako Betty Craig
- 1919: All of a Sudden Norma jako Norma Brisbane
- 1933: Above the Clouds jako Matka
- 1934: Symfonia życia jako Pani Walkins

## Wyróżnienia
Posiada swoją gwiazdę na Hollywoodzkiej Alei Gwiazd.

## Ilustrowanie

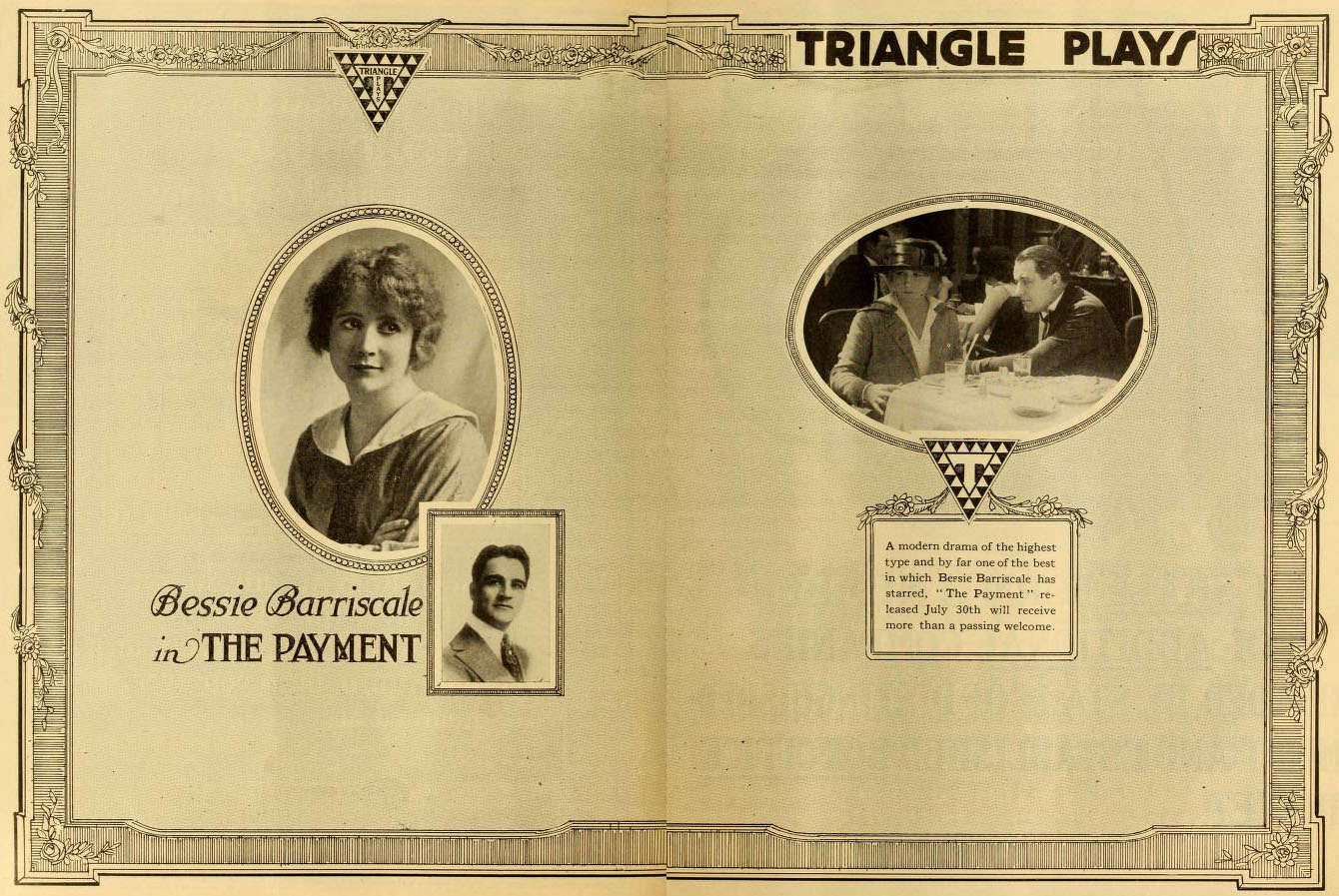
The Payment (1916)
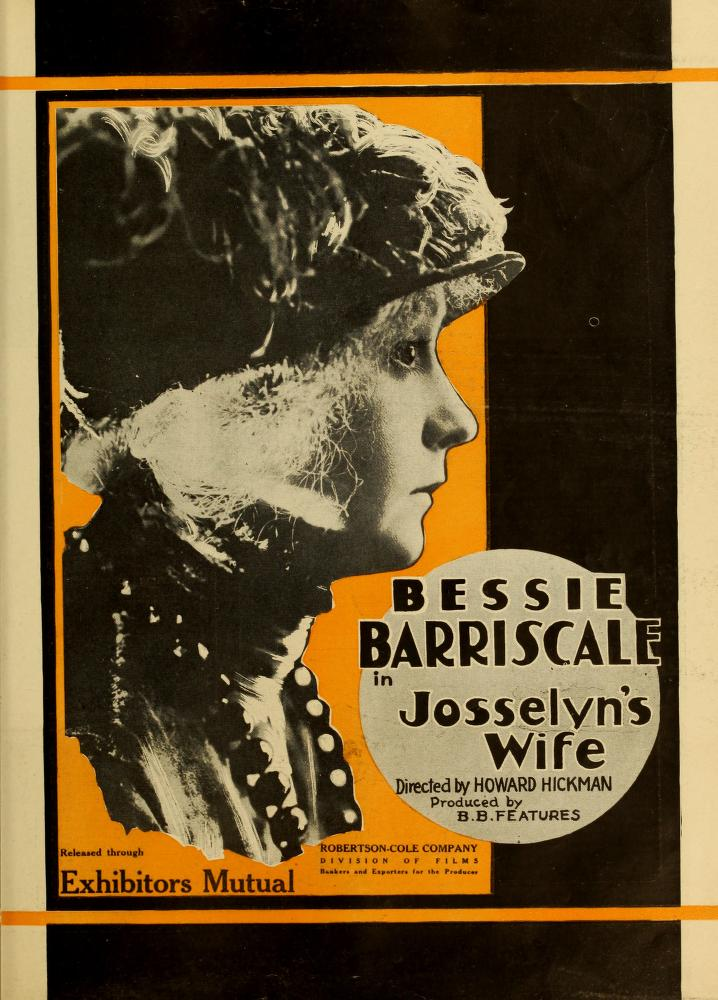
Josselyn's Wife (1919)
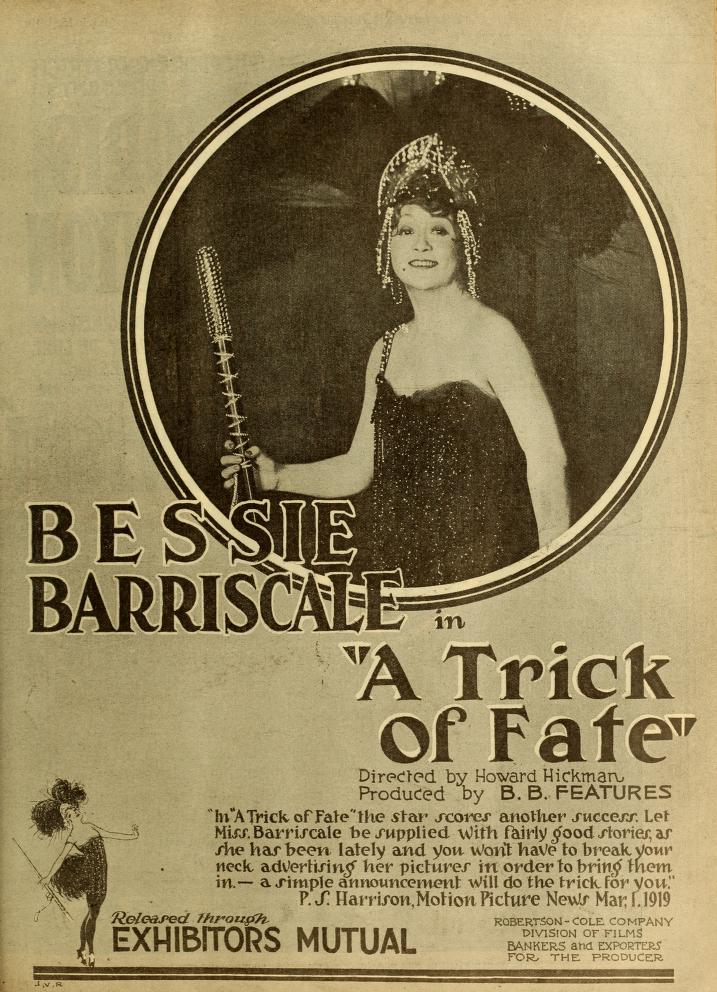
A Trick of Fate (1919)
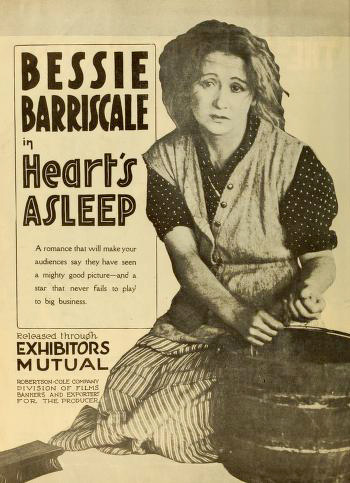
Heart's Asleep (1919)